# Rälsbuss

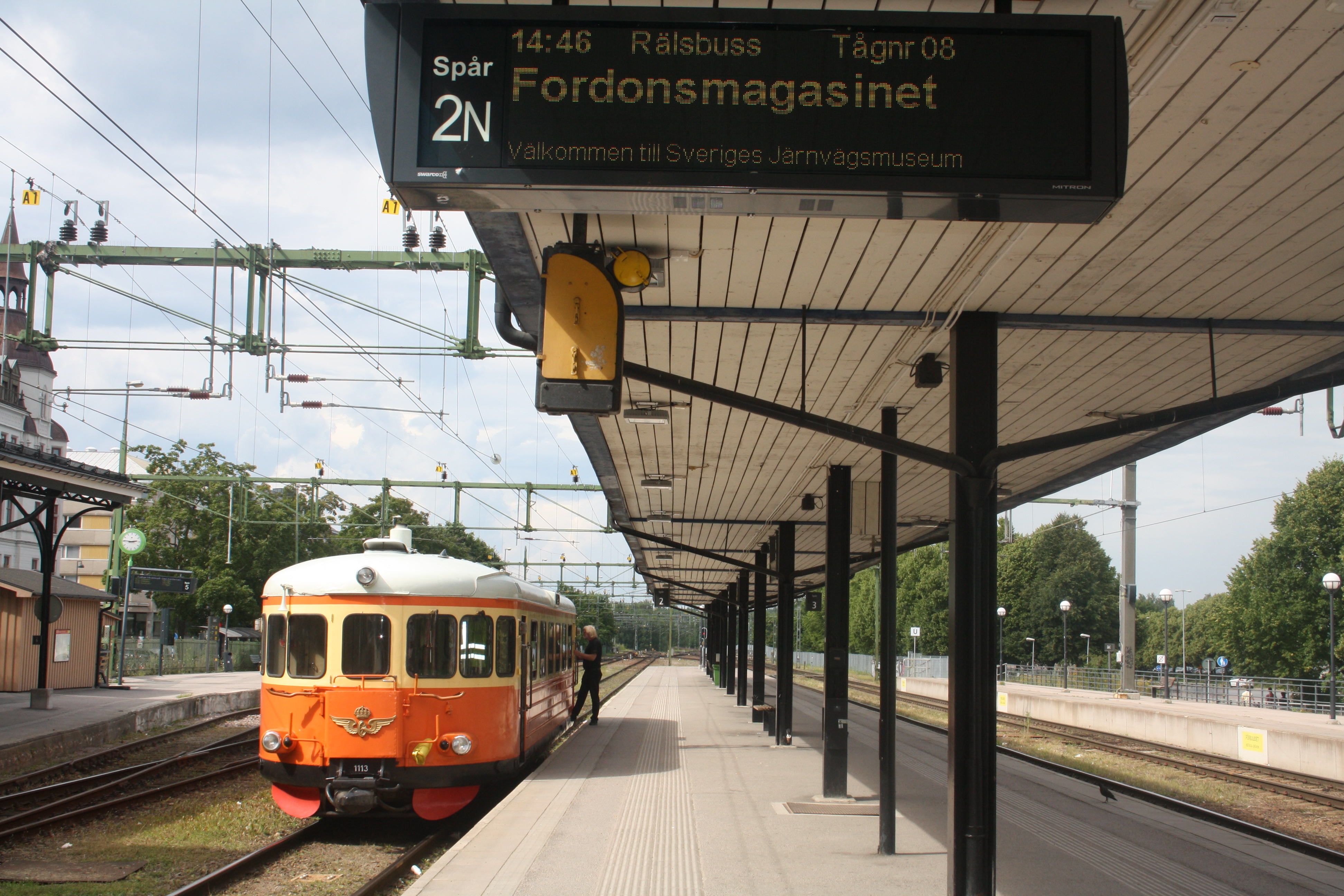
Statens Järnvägar-rälsbuss littera Y7 på Gävle centralstation.

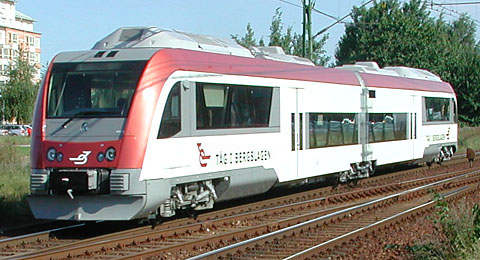
Rälsbuss littera Y31, Bombardier Itino, från 2000-talet.

En rälsbuss är en bussliknande motorvagn för järnväg. Rälsbussar har ofta förarhytter i båda ändarna, vilket gör att rälsbussar lätt kan byta färdriktning. Rälsbussar drivs med en dieselmotor eller elmotorer. En rälsbuss var tidigare inte samma sak som en motorvagn, som vanligen hade drag- och stötanordningar av standardtyp, i Sverige buffertar och skruvkoppel, medan en rälsbuss har specialkoppel. Dock har moderna motorvagnar egna specialkoppel, medan rälsbussen Y1 har standardkoppel. Med tiden kom rälsbussarna att bli allt större och därmed blev skillnaden mellan rälsbussar och motorvagnar allt mindre. Vid den stora omlittereringen 1970 slopade SJ begreppet rälsbuss, medan det i Finland fortfarande används av det statliga järnvägsbolaget VR Group. Trots att det inte längre används officiellt i Sverige, så har ordet "rälsbuss" levt kvar i vardagsspråket, i första hand som beteckning på äldre fordon av rälsbusstyp. Numera görs inte någon distinktion mellan rälsbuss och motorvagn.

## Sverige

### Historik

#### 1880-tal–1930-tal[3]

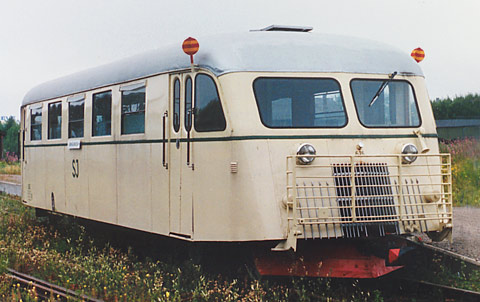
En Hilding Carlsson-rälsbuss

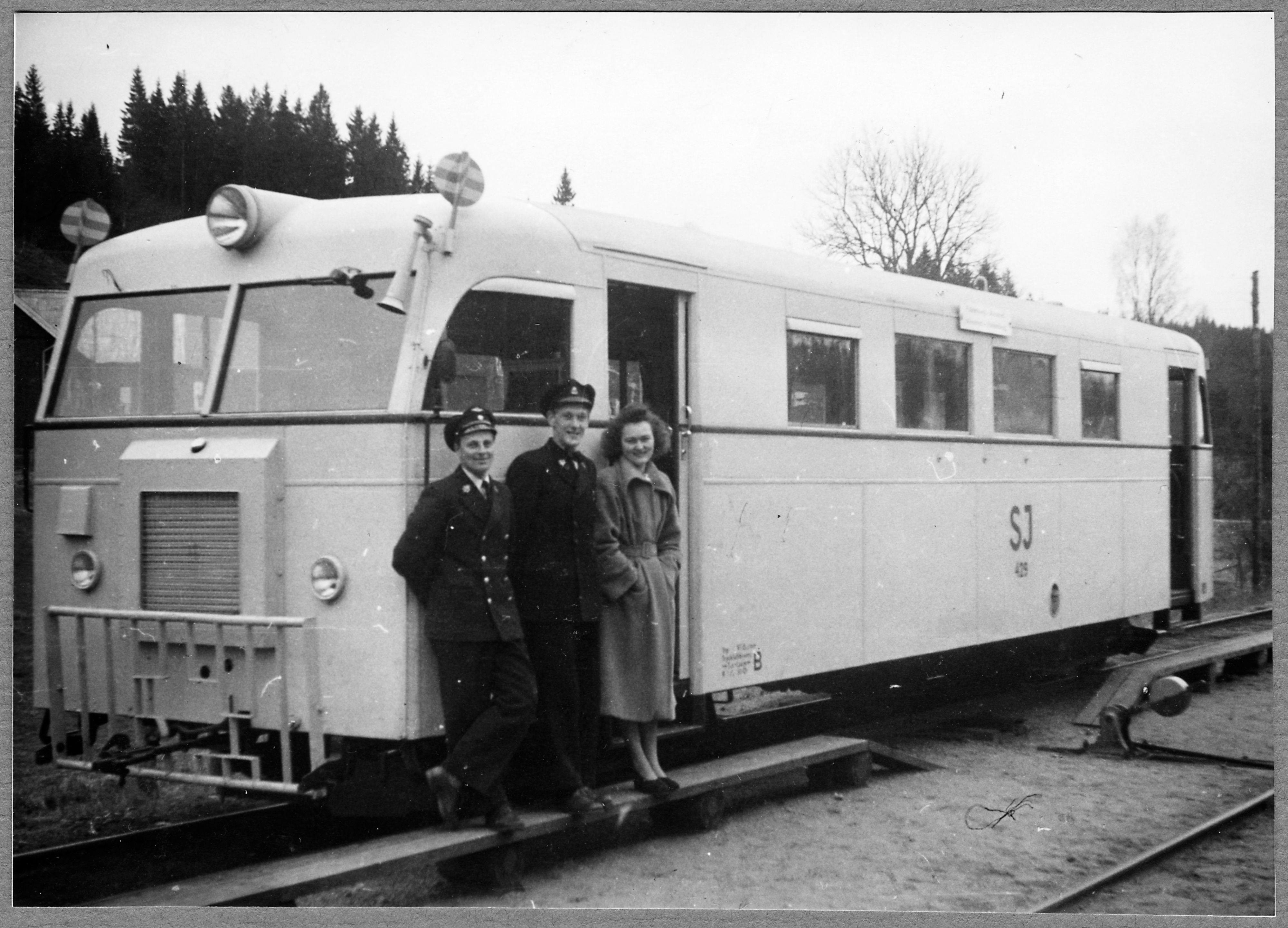
Nohab-smalspårsrälsbuss med tillverkningsnummer 1699, SJ litt Yop, ursprungligen från 1936 på Falkenbergs Järnväg

Ursprungligen sköttes all järnvägstrafik på svenska järnvägar av ångloksdragna tåg. Under 1880- och 1890-talen skedde en snabb teknisk utveckling, till exempel genom den allt bättre förbränningsmotorn. Även eltekniken utvecklades och runt sekelskiftet 1900 kom eldriften i bruk inom lokaltrafik och spårvägstrafik. Elektrifieringen av järnvägarna i Sverige inleddes också åren efter sekelskiftet; till exempel elektrifierades Malmbanan på 1910-talet. Stambanenätet var inte till sin huvuddel klart förrän under 1940-talet. Det fanns emellertid ett omfattande spårnät av flera olika spårvidder som inte ansågs lönsamma att elektrifiera, utan här fortsatte man med ångdriften. Ångdrift var mycket dyrt; i slutet av 1930-talet beräknades driftkostnaden för ett litet ångtåg vara ca 2 kr/km, medan den för rälsbusståg var ca 80 öre/km. I 2019 års penningvärde motsvarar detta c:a 58 kr/km respektive 23 kr/km, räknat på 1939 års penningvärde. Inte förrän på 1920- och 1930-talen ansågs förbränningsmotorerna vara pålitliga och effektiva nog för att ersätta ångdriften. Flera järnvägsföretag experimenterade tidigt med olika rälsbussliknande lösningar för att få ner de höga driftkostnaderna. Under 1920-talet tog till exempel Kalmar-Berga Järnväg och Östra Centralbanan fram lösningar som byggde på ombyggda landsvägsbussar.
I början av 1930-talet förbättrades tekniken även vad avsåg landsvägsbussar och tillsammans med allt bättre förbränningsmotorer skapades goda förutsättningar för att få bra och driftsäkra rälsbussfordon. Den första rälsbussen i Sverige konstruerades 1933, vid Hilding Carlssons Mekaniska Verkstad i Umeå. Den var en utveckling av motordressinen, var tvåaxlad, hade 24 platser och byggdes för Uppsala-Gävle Järnväg. Vagnskorgen var av trä med plåtklädsel. Modellen kom senare att utvecklas i flera steg, först med boggier och sedan kom en förstorad boggiemodell. Ungefär samtidigt konstruerade Nydqvist & Holm vad man kallade en "snabbvagn" helt i stål för Halmstad-Nässjö Järnvägar. På grund av andra världskriget avstannade utvecklingsarbetet och kom inte igång igen förrän mot krigets slutskede.
Ordet "rälsbuss" är belagt i svenska språket från 1932.

#### 1940-tal–1980-tal[6]
År 1944 tillsatte SJ en rälsbussutredning med uppgift att dels utreda de befintliga konstruktioner som fanns, dels försöka skapa ett bedömningsunderlag för framtida spårburen transport med rälsbuss. I september 1945 kom utredningens första betänkande där man bland annat föreslog att framtida konstruktioner skulle vara helt i stål och inte som tidigare plåtklädda träkorgar. Man föreslog också att tekniska lösningar skulle omfatta multipelkopplingsmöjlighet, det vill säga möjligheten att koppla samman flera rälsbussar till rälsbusståg. SJ:s maskintekniska byrå tog fram principritningar och kravspecifikationer men överlät detaljprojektering och -konstruktion på de järnvägsverkstäder som skulle komma att leverera de nya fordonen. SJ var fullt medvetna om det uppsving som landsvägstrafiken skulle få efter andra världskriget. Redan under 1930-talet hade man utrett och kommit fram till att i stort sett alla enskilda järnvägsföretag skulle förstatligas eftersom många av dem befann sig i mycket dålig ekonomisk sits. Att lägga ned dessa järnvägar skulle samtidigt skapa problem för de allmänna transporterna och därför beslöt man att nästan alla privatbanor skulle tas över av staten från 1939. Det dåliga trafikunderlaget på dessa banor, och den dyra transportlösningen med ångdrift bidrog till att SJ valde att satsa mycket kraftigt på rälsbussen som trafikteknisk lösning. Samtidigt ansåg man att införandet av moderna fordon skulle höja resestandarden betydligt samt korta ned restiderna, båda viktiga faktorer för att kunna konkurrera med landsvägstrafiken.
Carlssons rälsbuss ersattes på 1950-talet av Statens Järnvägar (SJ) Littera Y6, där stål fick ersätta trä. Denna orange/ljusgula rälsbuss var mycket vanlig, dock i moderniserade varianter, på SJ:s linjer långt in på 1970-talet. De sista togs inte ur trafik förrän sent på 1980-talet.

#### 1980-tal–1990-tal

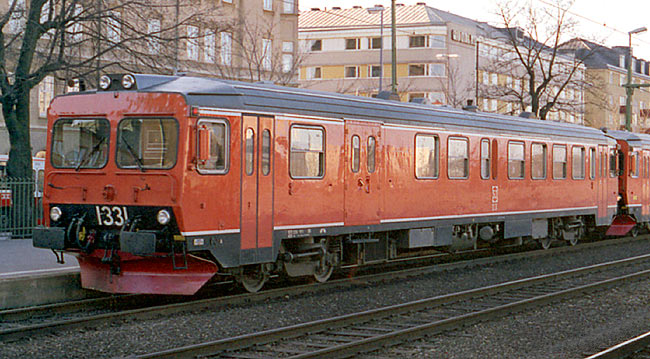
Svensk Fiat-rälsbuss littera YF1.

Efter Y6-generationen, som även inkluderade Y7 och Y8 samt olika typer av hybrider och vagnar, ersattes de av motorvagnar från Italien, littera Y1, år 1979. Y1 blev så småningom populära med tanke på dess gångegenskaper. Från början var det mycket problem med fordonets vinteregenskaper. De hade också ursprungligen säten som var mycket obekväma att sitta i. De första 25 motorvagnarna hade 76 sittplatser, vilket senare minskades till 68.
Till skillnad från föregångaren Y6 med efterföljare försågs Y1 med konventionella buffertar och skruvkoppel. Tanken var att resgods skulle transporteras genom att en godsvagn kunde kopplas till. I Norrlands inland sänds ofta smågods till exempel till butiker via ordinarie passagerartrafik. Praktiska erfarenheter visade dock att SJ beställt en motorvagn med för låg effekt och någon godsvagn kunde ej kopplas till. Detta ledde till att beställningen ändrades så att 12 motorvagnar försågs med ett mindre lastutrymme. Dessa motorvagnar fick littera YF1 och endast 48 sittplatser.
Under 1990-talet moderniserades också många av motorvagnarna med ny inredning och nya Volvo-motorer. Några YF1 byggdes om till Y1 då behovet av resgodsutrymme minskat och numera finns inga YF1 i trafik i Sverige.
Under 1990-talet renoverades en del av dessa motorvagnar och fick nya växellådor samt sexcylindriga dieselmotorer från Volvo (två DH10 bussmotorer per motorvagn med 2 x 10 liter slagvolym).

#### 2000-tal–
År 2000 beställdes nya motorvagnar kallade Itino, littera Y31, av flera svenska länstrafikbolag. De skulle ha levererats 2002, men de första kom i trafik år 2003 hos Dalatrafik. Denna modell har varit den enda dieselmotorvagnar som köpts nya till Sverige under tiden 2000–2013, beroende på samordnade inköp hos länstrafikbolag via Transitio. Det fanns dock flera andra modeller av dieselmotorvagnar att köpa under denna tid vilket till exempel har gjorts av Norge (NSB Typ 93/Bombardier Talent) och Danmark (bland andra Alstom LINT) under denna tid.
Under 2024-2026 kommer CAF Civity Nordic version att ersätta samtliga nuvarande Krösatåg. De dieselmotorvagnar som går på icke elektifierade banor (Y31 och Y2), kommer att ersättas av 8 stycken bimodala (BMU), med dieselmotorer, som både skall kunna drivas både elektriskt och kunna köras på fossilfritt bränsle.

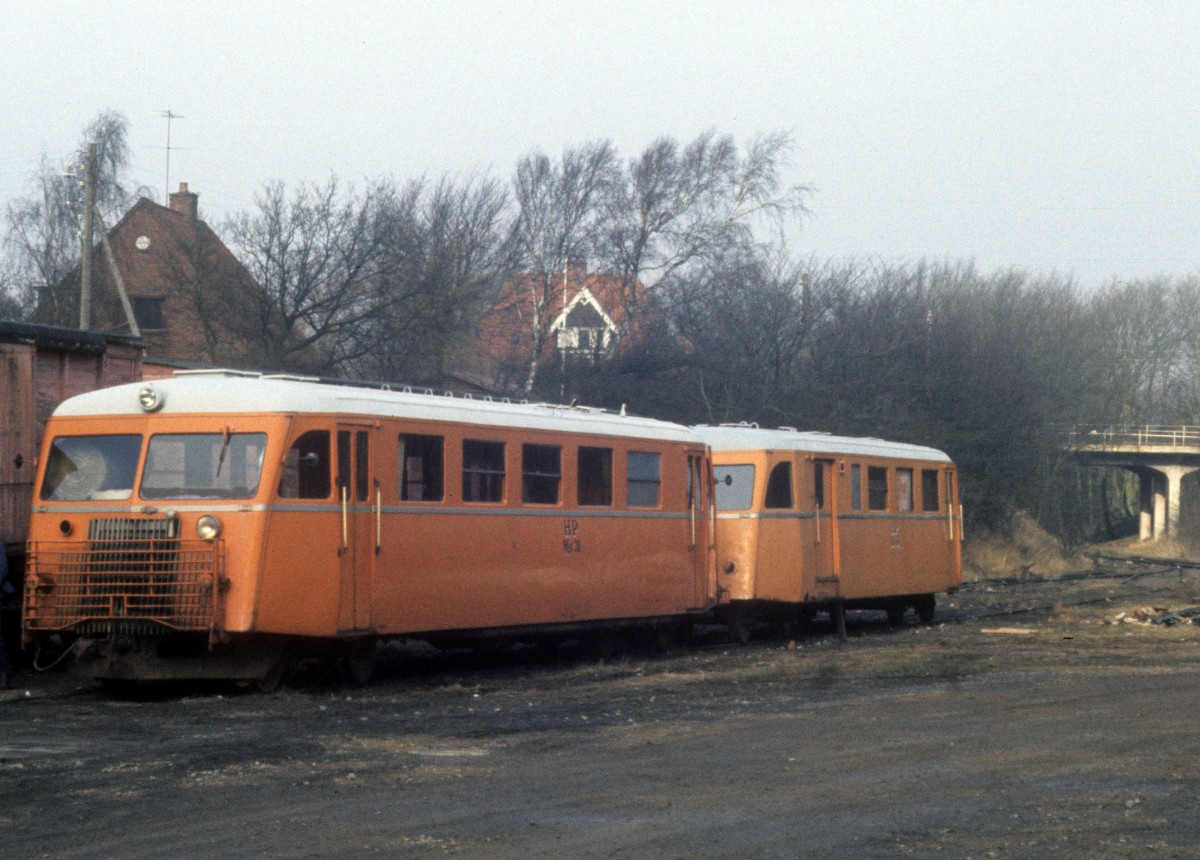
Dansk Scandia-rälsbuss typ MS 31 och släpvagn i Hjørring, 1975.

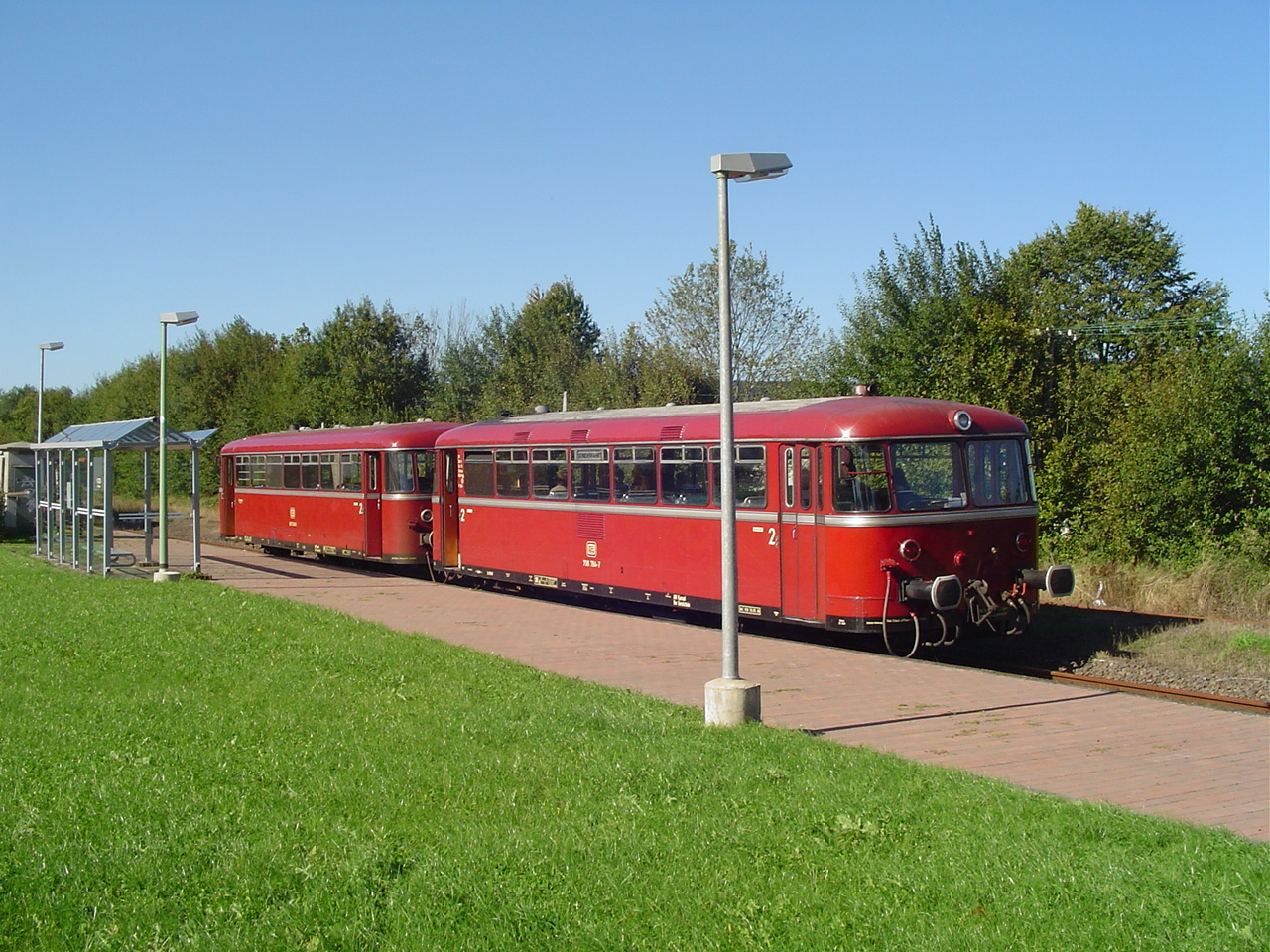
Tyskt rälsbusståg typ VT 95 från 1950-talet.